# Антон Јелчин
Антон Јелчин (енгл. Anton Yelchin; Лењинград, 11. март 1989 — Лос Анђелес, 19. јун 2016) био је амерички глумац руског порекла.
Јелчин је глумачку каријеру започео наступајући у телевизијским серијама и холивудским филмовима У пауковој мрежи и Потонула срца из 2001. Након појављивања у мини-серији Отети Стивена Спилберга, Јелчин је наступио у комедији Хаф и играо епизодне улоге у још неколико серија до 2006. када се посветио филмској каријери. Од тада је остварио значајне улоге у криминалистичком филму Алфа мужјак, комедији Чарли Бартлет, љубавној драми До лудила и римејку хорора Ноћ страве. Широј публици познат је по улози Чехова у филмовима Звездане стазе, Звездане стазе: Према тами и Звездане стазе: Изван граница Џеј-Џеј Ејбрамса и Кајла Риса у филму Терминатор: Спасење.

## Филмографија
| Филмови             |                                |               |                          |            |
| Година              | Српски назив                   | Изворни назив | Улога                    | Напомене   |
| 2001.               | Мајлов долазак на свет         |               | Мајло                    |            |
| 2001.               | 15 минута славе                |               | дечак у згради која гори |            |
| 2001.               | У пауковој мрежи               |               | Дмитриј Старобудов       |            |
| 2001.               | Потонула срца                  |               | Боби Гарфилд             |            |
| 2004.               | Повратак                       |               | Том Воршо                |            |
| 2005.               | Гневни људи                    |               | Фин Ерл                  |            |
| 2006.               | Алфа мужјак                    |               | Зак Мазурски             |            |
| 2007.               | Чарли Бартлет                  |               | Чарли Бартлет            |            |
| 2008.               | На пола пута                   |               | Доријан Спиц             |            |
| 2009.               | Њујорк, волим те               |               | дечко у парку            |            |
| 2009.               | Звездане стазе                 |               | Павел Чехов              |            |
| 2009.               | Терминатор: Спасење            |               | Кајл Рис                 |            |
| 2011.               | До лудила                      |               | Џејкоб Хелм              |            |
| 2011.               | Ноћ страве                     |               | Чарли Брустер            |            |
| 2011.               | Дабар                          |               | Портер Блек              |            |
| 2011.               | Штрумпфови                     |               | Трапавко (глас)          |            |
| 2011.               | Пирати: Банда неприлагођених   |               | Албино пират (глас)      |            |
| 2013.               | Само љубавници опстају         |               | Ијан                     |            |
| 2013.               | Звездане стазе: Према тами     |               | Павел Чехов              |            |
| 2013.               | Штрумпфови 2                   |               | Трапавко (глас)          |            |
| 2016.               | Звездане стазе: Изван граница  |               | Павел Чехов              | постхумно  |
| Телевизијске серије |                                |               |                          |            |
| 2000.               | Ургентни центар                |               | Роби Еделстин            | епизода    |
| 2002.               | Судиница Ејми                  |               | Дејвид Бишоп             | епизода    |
| 2002.               | Отети                          |               | Џејкоб Кларк као дете    | 2 епизоде  |
| 2002.               | Адвокатска пракса              |               | Џастин Лангер            | 2 епизоде  |
| 2003.               | Без трага                      |               | Џони Аткинс              | епизода    |
| 2004.               | Без одушевљена, молим          |               | Стјуарт                  | епизода    |
| 2004.               | Њујоршки плавци                |               | Еван Грабер              | епизода    |
| 2004–06             | Хаф                            |               | Берд Хафстот             | 25 епизода |
| 2006.               | Ред и закон: Злочиначке намере |               | Кит Тајлер               | епизода    |
| 2006.               | Злочиначки умови               |               | Нејтан Харис             | епизода    |